# حزم المنتجات
حزم المنتجات هي إستراتيجية تسويقية تتضمن طرح العديد من المنتجات للبيع كمنتج واحد مجمع. وهذه الإستراتيجية شائعة الاستخدام في مجال البرمجيات (على سبيل المثال: الجمع بين معالج كلمات وجداول ممتدة وقاعدة بيانات في حزمة مكتبية واحدة)، وفي مجال التلفزيون الكبلي (على سبيل المثال، يقدم التلفزيون الكبلي الأساسي في الولايات المتحدة العديد من القنوات بسعر واحد)، وفي مجال الوجبات السريعة حيث يتم تجميع العديد من الأصناف في وجبة كاملة. وأحيانًا يُشار إلى حزمة المنتجات باسم صفقة متكاملة أو تجميعات أو مختارات.

## الأساس المنطقي
تحقق حزم المنتجات أقصى نجاح عندما:
- تكون هناك وفورات حجم في الإنتاج،
- تكون هناك وفورات مجال في التوزيع،
- تكون التكلفة الحدية لحزم المنتجات منخفضة.
- تكون تكاليف إعداد الإنتاج مرتفعة،
- تكون تكاليف اكتساب العملاء مرتفعة.
- يقدر العملاء التبسيط الناتج لقرار الشراء والفوائد التي تعود من الأداء المشترك للمنتج المجمع.
- تكون للعملاء طلبات متنوعة المكونات، وتكون هذه الطلبات للأجزاء المختلفة من حزمة المنتج مرتبطة ارتباطًا عسكيًا. على سبيل المثال، لنفترض أن المستهلك أ يقدر قيمة معالج الكلمات بـ 100 دولار ومعالج الجداول الممتدة بـ 60 دولارًا، بينما يقدر المستهلك ب قيمة معالج الكلمات بـ 60 دولارًا ومعالج الجداول الممتدة بـ 100 دولار، يمكن للبائع الحصول على أعلى عائد ويبلغ 240 دولارًا من خلال تحديد السعر بـ 60 دولارًا لكل منتج - حيث إن كلا المستهلكين سيشتري كلا المنتجين. ولا يمكن زيادة العائد دون وضع المنتجين في حزمة واحدة، لأنه إذا رفع البائع سعر أحد المنتجين إلى أكثر من 60 دولارًا، فسيرفض أحد المستهلكين شراءه. في حين أنه من خلال الحزم، يمكن للبائع الحصول على عائد يبلغ 320 دولارًا عن طريق وضع المنتجين معًا في حزمة وبيع الحزمة بسعر 160 دولارًا.

إن حزم المنتجات هي الأكثر ملاءمة للمنتجات ذات الأحجام الكبيرة والهامش المرتفع (أي منخفضة التكلفة الحدية). وقد توصل بحث أجراه يانيز باكوس (Yannis Bakos) وإيريك براينجولفسون (Erik Brynjolfsson) إلى أن حزم المنتجات أثبتت فاعليتها على وجه الخصوص بالنسبة إلى «منتجات المعلومات» الرقمية التي تقترب تكلفتها الحدية من الصفر، كما أنها تمكن الشركات المصنعة للحزم التي تقدم مجموعة من المنتجات الأدنى في مستوى الجودة من أن تدفع بالسلع الأعلى جودة إلى خارج السوق.
وقد راجع فينكاتيش (Venkatesh) ومهاجان (Mahajan) البحث الذي يتناول تصميم الحزم وتحديد أسعارها في عام 2009.
زيجيفيلد، منظم الاستعراض المسرحي في مطلع القرن العشرين في نيويورك لاحظ أن ما يقارب ثلث مقاعد مسرح كانت خاوية في بعض أيام الجمعة، وخلال الأسبوع، وفي كثير من الأحيان في الصباح تكون فارغة. فجاء بفكرة، من أجل تجميع التذاكر في "twofers": وهي أن تدفع ثمن تذكره كاملة ويحصل على الأخرى بالمجان. وما زال twofers من تقاليد مسرح Broadway في نيويورك. ونستطيع أن نقول عن الحزم، أنه انضمام المنتجات ذات الصلة المشتركة فيما بينها وبيعها كوحدة واحدة. وهذه الفكرة تستند إلى أن (أ) أن التكلفة لجلوس زبون اخر هو صفر، وأيضاً (ب) أن عدد كبير من الناس الذين لايرغبون بشراء تذكرة واحدة يرغبون بشراء حزمة من التذاكر بنفس السعر أو بأعلى قليلاً. تجميع المعلومات عن السلع عبر الإنترنت يوسع مفهوم الـ twofers. فهي تجمع وتوفر للمستهلكين سلعتين أو أكثر بسعر واحد.أن الفكرة الأساسية وراء مفهوم الحزم هو أنه بالرغم من أن المستهلكين لديهم أفكار متنوعة حول قيمة المنتج الواحد، فأنهم يميلون إلى الموافقة على قيمة حزمة من المنتجات المعروضة بسعر ثابت. في الواقع، أن الأشخاص الذين يشترون حزمة من المنتجات يكونون على استعداد لدفع ثمن أكثر من أن يشترون المنتجات التي تباع بشكل منفصل.
هناك أمثلة كثيرة على حزمة السلع في سوق المعلومات، مثل مايكروسفت جمعت أدوات المكتب المستقلة (وورد، أكسل، بوربوينت، أكسس) في حزمة واحدة مايكروست الحزمه المكتبية. على الرغم أن العديد من الناس يريدون استخدام وورد وأكسل، وعدد قليل منهم يريد بوربوينت وأكسس.مع ذلك عندما توضع المنتجات في حزمة واحدة، فأن عدد كبير من الناس سوف تنفق حوالي 399 دولار (أو حوالي 100 دولار لكل أداة) وهو سعر «عادل» للمنتجات الكبيرة.
على شبكة الإنترنت، الكثير من محتوى المواقع تجمع في حزمة فتعارض فرض الأسعار الفردية.
هناك العديد من الفوائد المحتملة للحزم، بما في ذلك تحقيق وفورات في تكاليف الإنتاج وتكاليف المعاملات، والتكامل بين مكونات الحزمة الواحدة، وأيشا الفرز للمستهلكين وفقاً لتقييماته. مع ذلك، حزم السلع الرقمية لاتعمل دائماً.فأنه يعتمد على الحزمة والسعر.

## الأشكال المتنوعة من الحزم
الحزم الخالصة وهي التي يُتاح فيها للمستهلك إما شراء الحزمة بالكامل أو عدم شراء أي شيء، أما الحزم المختلطة فهي التي يُتاح فيها للمستهلك الاختيار بين شراء الحزمة بالكامل أو شراء أحد أجزائها المنفصلة.
ويمكن تقسيم الحزم الخالصة إلى حالتين: الحزم المشتركة وفيها يتم تقديم المنتجين معًا مقابل سعر واحد مجمع، وحزم المنتج الرئيسي وفيها يتم تقديم خصم على منتج رئيسي في حالة شرائه مع منتج غير رئيسي. وحزم المنتج الرئيسي المختلطة هي شكل من أشكال حزم المنتج الرئيسي مع إضافة احتمالية شراء المنتج الرئيسي وحده.
الحزم في الاقتصاد السياسي هي نوع من حزم المنتجات التي يكون فيها المنتج هو مرشح في الانتخابات يقوم بتسويق حزمة من السمات والخصائص والمواقف للمصوتين.

## حزم المنتجات والقوة السوقية والتنافس
في الصناعات التي تشهد احتكار القلة والصناعات الاحتكارية، يمكن النظر إلى حزم المنتجات باعتبارها استخدام غير عادل للقوة السوقية نظرًا لأنها تحد من الخيارات المتاحة أمام المستهلك. وفي هذه الحالات، عادةً ما يُطلق عليها تقييد المنتج.
وقد خضعت بعض أشكال حزم المنتجات للتقاضي بشأن إساءة استخدام حصة السوق.

### قضية الولايات المتحدة الأمريكية ضد شركة مايكروسوفت
قضية الولايات المتحدة الأمريكية ضد شركة مايكروسوفت هي مجموعة من الدعاوى المدنية المرفوعة ضد شركة مايكروسوفت وتتعلق بقانون شيرمان لمكافحة الاحتكار لعام 1890 المادتين 1 و2 في 18 مايو عام 1998 من قِبل وزارة العدل الأمريكية (DOJ) و20 ولاية. وكان جويل آي كلاين (Joel I. Klein) هو المدعي الرئيسي في القضية. وزعم المدعون أن شركة مايكروسوفت أساءت استخدام القوة الاحتكارية لأجهزة الكمبيوتر الشخصية التي تعمل بمعالجات إنتل من خلال تعاملها مع مبيعات نظام التشغيل ومبيعات متصفح الويب. وكانت المشكلة جوهر القضية هي ما إذا كان مسموحًا لشركة مايكروسوفت وضع برنامج متصفح الويب الرائد إنترنت إكسبلورر (IE) في حزمة واحدة مع نظام التشغيل مايكروسوفت ويندوز. ويُزعم أن وضع البرنامجين في حزمة واحدة هو سبب انتصار شركة مايكروسوفت في حرب المتصفحات حيث إن كل مستخدم من مستخدمي ويندوز لديه نسخة من إنترنت إكسبلورر.

### للاستزادة
- .2009.E-COMMERCE Business.Technology.Society
- معهد ماسشوستس
- investorwords